# Le Chalange
Le Chalange is een gemeente in het Franse departement Orne (regio Normandië) en telt 95 inwoners (2009). De plaats maakt deel uit van het arrondissement Alençon.

## Geografie
De oppervlakte van Le Chalange bedraagt 6,4 km², de bevolkingsdichtheid is dus 14,8 inwoners per km².
De onderstaande kaart toont de ligging van Le Chalange met de belangrijkste infrastructuur en aangrenzende gemeenten.

## Demografie
Onderstaande figuur toont het verloop van het inwonertal (bron: INSEE-tellingen).